# Forte Biondella
Forte Biondella, originariamente chiamato Werk Biondella, è una fortificazione posta sulle colline a nord-est di Verona, parte del complesso sistema difensivo cittadino e più in particolare del settore dei forti collinari e dei forti avanzati di pianura, messo in opera tra 1837 e 1843. La struttura fortificata fu realizzata nel 1838 e i lavori furono diretti dal direttore del Imperiale Regio Ufficio delle Fortificazioni di Verona, il maggiore generale tedesco Franz von Scholl.

## Descrizione
Il forte, di piccole dimensioni, è collocato sull'altura denominata Biondella, che non poteva essere battuta direttamente da nessuna posizione della cinta magistrale retrostante. Batteva pertanto con tiro radente un settore altrimenti indifeso, sul versante orientale della collina, impedendo al nemico proveniente dalla strada per Vicenza di avvicinarsi non visto alla cinta magistrale.
La struttura ha pianta irregolare, secondo il tipo delle fortificazioni di montagna. Il fronte principale è formato dal terrapieno su tracciato a saliente arrotondato, ordinato per artiglierie a cielo aperto. Un profondo fossato asciutto scavato nel vivo del tufo, lo separa dal versante collinare, la cui sommità è modellata nella forma geometrica dello spalto. I fianchi del forte sono provvisti di muro di rivestimento semi-distaccati, con cannoniere e fuciliere. Sul fronte di gola il muro distaccato, con il portale d'ingresso, si connette alla ridotta casamatta, a pianta trilatera curvilinea, sporgente all'esterno per la difesa con feritoie per fucilieri. L'intero perimetro del forte è circondato dal fosso asciutto, di cui la scarpa e la controscarpa sono rivestite a blocchi poligonali di tufo, o tagliate nel vivo del monte. Il ridotto, con il magazzino per le polveri, è ulteriormente protetto, verso l'interno, da un piccolo fosso asciutto. Una grande cisterna per la raccolta dell'acqua piovana è interrata sotto il terrapieno.
Lo speciale studio dei dettagli, come le feritoie sdoppiate del ridotto, e la qualità dei paramenti a opus poligonale, anche in questa piccola opera dimostrano il talento del progettista, Franz von Scholl.

## Armamento
L'armamento della fortificazione consisteva in:
- 3 cannoni con anima rigata, ad avancarica

Riserve di munizioni: 3 polveriere per 6 500 kg.

## Presidio di guerra
Il presidio in caso di guerra della fortificazione consisteva in:
- 78 fanti
- 18 artiglieri

Era inoltre possibile disporre un presidio di emergenza di 30 uomini.